# Kromołów

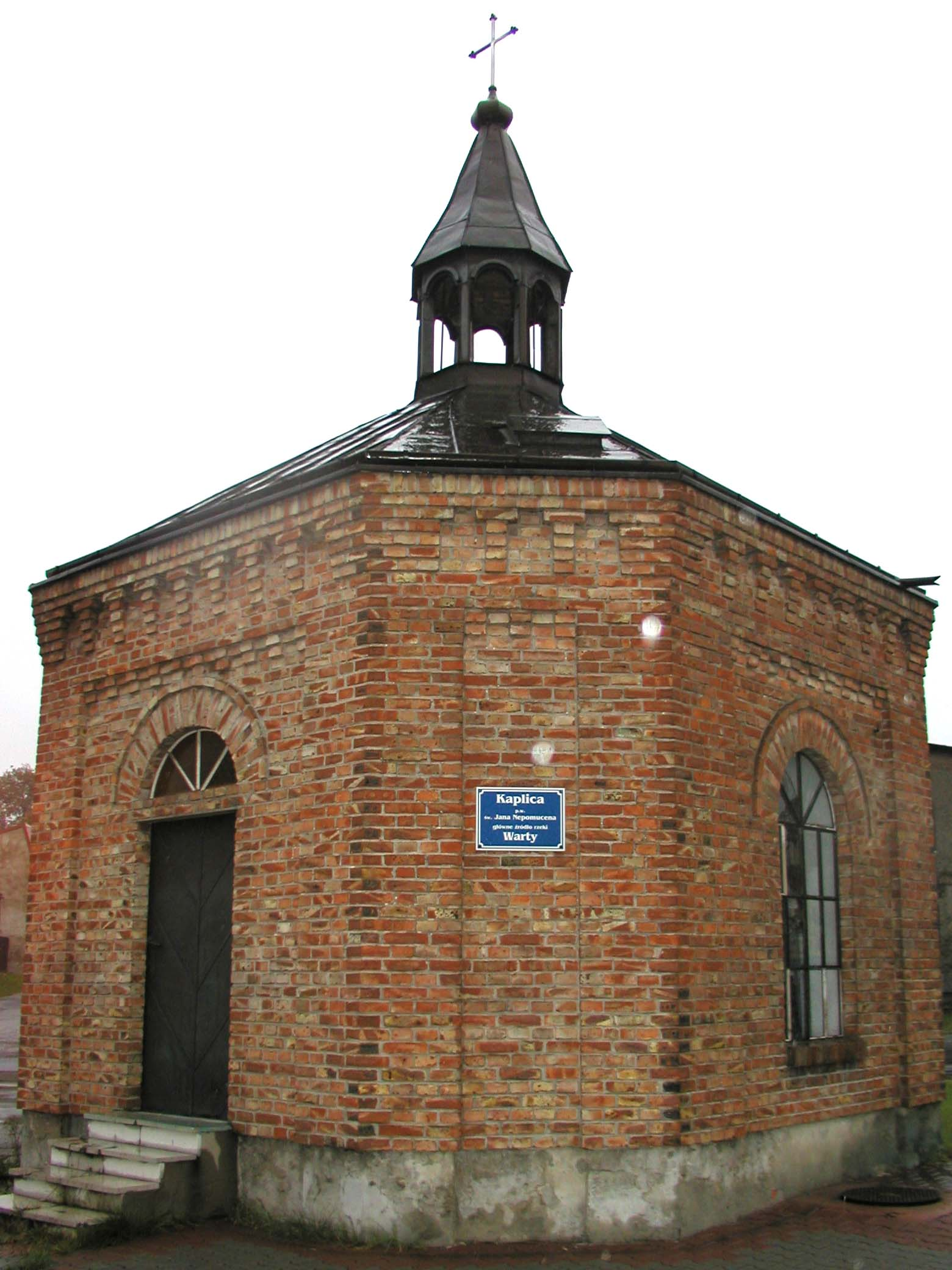
Źródła Warty w Kromołowie – kaplica św. Jana Nepomucena

Kromołów – dzielnica Zawiercia, położona na wschód od centrum miasta, do 1977 roku oddzielna miejscowość (prawa miejskie do 1870 roku).

## Położenie geograficzne
Kromołów położony w jurze na Wyżynie Krakowsko-Częstochowskiej u źródeł rzeki Warty, z których jedno bije przy samym rynku .

## Nazwa
Miejscowość ma metrykę średniowieczną i istniała już w XII wieku. Wymieniona w 1193 Cromolau, 1250 Cromolou z kopii z XV i XVI wieku, 1326 Chromow, 1327 Chromolow, 1440 Cromelow, 1454 Cromolowo .
Nazwa wywodzi się od nazwy osobowej Kromoła.

## Historia

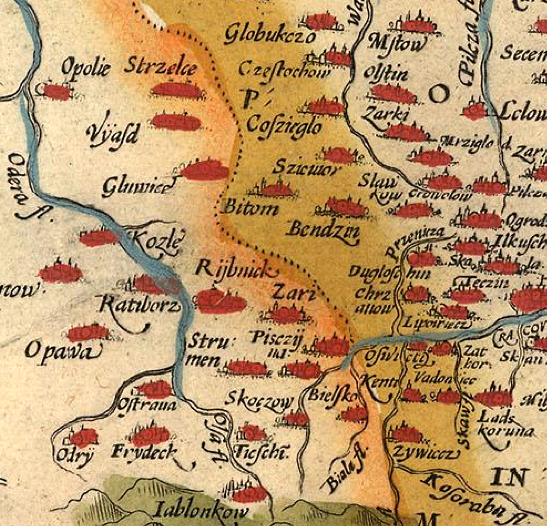
Kromołów w granicach Korony Królestwa Polskiego jako Cromolow na mapie Wacława Grodzieckiego wydanej w 1592 roku

Osada Kromołów powstała w XII wieku, a pierwszymi właścicielami tych ziem byli Kromołowscy herbu Gryf. Po raz pierwszy wymieniona została w spisanej w języku łacińskim bulli papieża Celestyna III z 1193 roku adresowanej do księcia polskiego Kazimierza Sprawiedliwego, według której karczma znajdująca się w miejscowości „thaberna in Cromolau” należała do klasztoru kanoników regularnych na Piasku we Wrocławiu .
Kromołów otrzymał prawa miejskie w XIV wieku. Nastąpiło to przed 1388, ale konkretna data nie jest znana ponieważ nie zachował się do czasów dzisiejszych akt lokacyjny. W czasach Jana Długosza klasztor miał w Kromołowie 1 łan ziemi, 1 zagrodnika i prawo patronatu nad kościołem parafialnym, a sam Kromołów był uważany za miasto .
W 1425 roku miejscowość wymieniona została jako suburbium czyli przedmieście Zawiercia. Właścicielem miasta był wówczas Stanisław Kromołowski, będący również rajcą lelowskim. On i jego syn Stanisław przyczynili się do znacznego ożywienia gospodarczego miasta, kiedy to Kromołów zyskał rangę kupiecką i handlową; po śmierci ojca syn zwrócił się również do króla polskiego Zygmunta I Starego z prośbą o wyrażenie zgody na urządzenie targów w Kromołowie. Król wydał przywilej targowy 24 lutego 1519 roku. Następnie Kromołów przeszedł w ręce Bonerów. W XVI wieku miasto położone było w powiecie lelowskim województwa krakowskiego w  Koronie Królestwa Polskiego i było własnością wojewody krakowskiego Mikołaja Firleja . W okresie Reformacji duża część katolików przeszła na kalwinizm, a ok. 1583 kościół był w rękach arian.
Po unii lubelskiej zawartej w 1569 miejscowość leżała w województwie krakowskim w Rzeczypospolitej Obojga Narodów. W 1629 roku właścicielem miasta  był Mikołaj Firlej.
W XVII i XVIII wieku przebiegał tędy szlak przemarszu wojsk idących na wojnę, tędy przejeżdżał król Jan Kazimierz i jego następca Michał Korybut Wiśniowiecki. U Stanisława Warszyckiego (kolejnego dziedzica Kromołowa) przez dwa miesiące gościła wdowa po Jeremim Wiśniowieckim. W 1651 kościół został zamieniony na zbór ariański. Wspomniany Stanisław w 1699 obwarował Kromołów umocnieniami obronnymi oraz fosą, a także postawił nowy, murowany dwór obronny o czterech basztach, spełniający rolę fortyfikacji. Budowla ta, choć mocno zniszczona, istniała jeszcze do czasów II wojny światowej, a do początku lat 60. XX w. dotrwały jeszcze resztki piwnic.
Wydarzenia z lat 1655–1660 znane jako „potop szwedzki” przyniosły mieszkańcom znaczne straty. Dwa dni załoga odpierała bezskutecznie atak. Miasto zostało spalone. Drugi atak miał miejsce w 1702, kiedy kromołowianie odczuli skutki pobytu w miejscowości oddziału generała Dancera. Przez miejscowość przeciągały również oddziały hetmana Jana Sobieskiego, skierowane przeciw rokoszanom Jana Lubomirskiego. Powtórnie mieli okazję zobaczyć hetmana już jako króla Jana III Sobieskiego, kiedy po odpoczynku we Włodowicach 26 lipca 1683 wiódł swe rycerstwo na odsiecz Wiednia. Z okresu wojen szwedzkich miasto wyszło zubożałe oraz wyludnione, o czym świadczą spisy poborowe dla województwa krakowskiego: 83 rodziny mieszczańskie, 5 zagród chłopskich, 2 młyny i 6 rzemieślników. W 1790 r. miasto zniszczył kolejny pożar.
Jednym z większych zaszczytów był pochówek w kościele. Nie każdy mógł go dostąpić, tylko najbardziej zasłużeni dla wiary katolickiej. Należał do nich Albert Woysza (prepozyt chełmiński, kanonik płocki i sekretarz króla Władysława IV). Kromołowianie uczestniczyli we wszystkich powstaniach w okresie zaboru rosyjskiego, dlatego za pomoc w sprzyjanie powstańcom odebrano miastu prawa miejskie (1867 – 1870), oznaczało to zarazem straty gospodarcze i finansowe.
W 1925 roku parafia kromołowska i dekanat zawierciański zostały włączone do diecezji częstochowskiej.
Podczas II wojny światowej w Kromołowie drukowano tajną gazetkę „Płomień”. W lipcu 1941 r. hitlerowcy postawili na rynku szubienicę, na której stracili 5 osób w odwecie za zabicie niemieckiego żandarma.
W okresie powojennym miejscowość była siedzibą gromady i liczyła 26 km² powierzchni. Zamieszkiwało ją 3000 mieszkańców i miała charakter rolniczy. 86% ludności utrzymywało się z produkcji rolnej .
W latach 1973–1977 miejscowość była siedzibą gminy Kromołów. 1 lutego 1977 wieś Kromołów została włączona do miasta Zawiercie jako jedna z jego dzielnic.

## Gospodarka
Historycznie Kromołów słynął z tkactwa i sukiennictwa, których tradycje sięgały jeszcze czasów Firlejów i Warszyckich, a także garncarstwa. W 1838 w mieście pracowało 55 tkaczy, 72 sukienników oraz 19 garncarzy. Później powstały niewielkie manufaktury siwego sukna. Około roku 1860 w miejscowości funkcjonowało 12 małych fabryk produkujących tkaniny bawełniane . Zatrudniały one łącznie ok. 100 robotników i produkowały ok. 80 000 metrów materiałów rocznie.

## Obiekty zabytkowe i sakralne
- Kościół parafialny z XVI wieku pod wezwaniem św. Mikołaja, rozbudowany w 1867
- Kaplica z 1803 pod wezwaniem św. Jana Nepomucena postawiona nad wypływającym w tym miejscu głównym źródłem Warty. Drugie z głównych źródeł wypływa 300 m dalej w pobliżu szkoły[13]
- średniowieczny czworoboczny rynek oraz charakterystyczny dla tamtych czasów układ ulic
- Cmentarz żydowski z macewami z XVIII i XIX w.
- Inne zabytkowe cmentarze
- Liczne drewniane domy z końca XIX wieku
- Kapliczki z XIX wieku

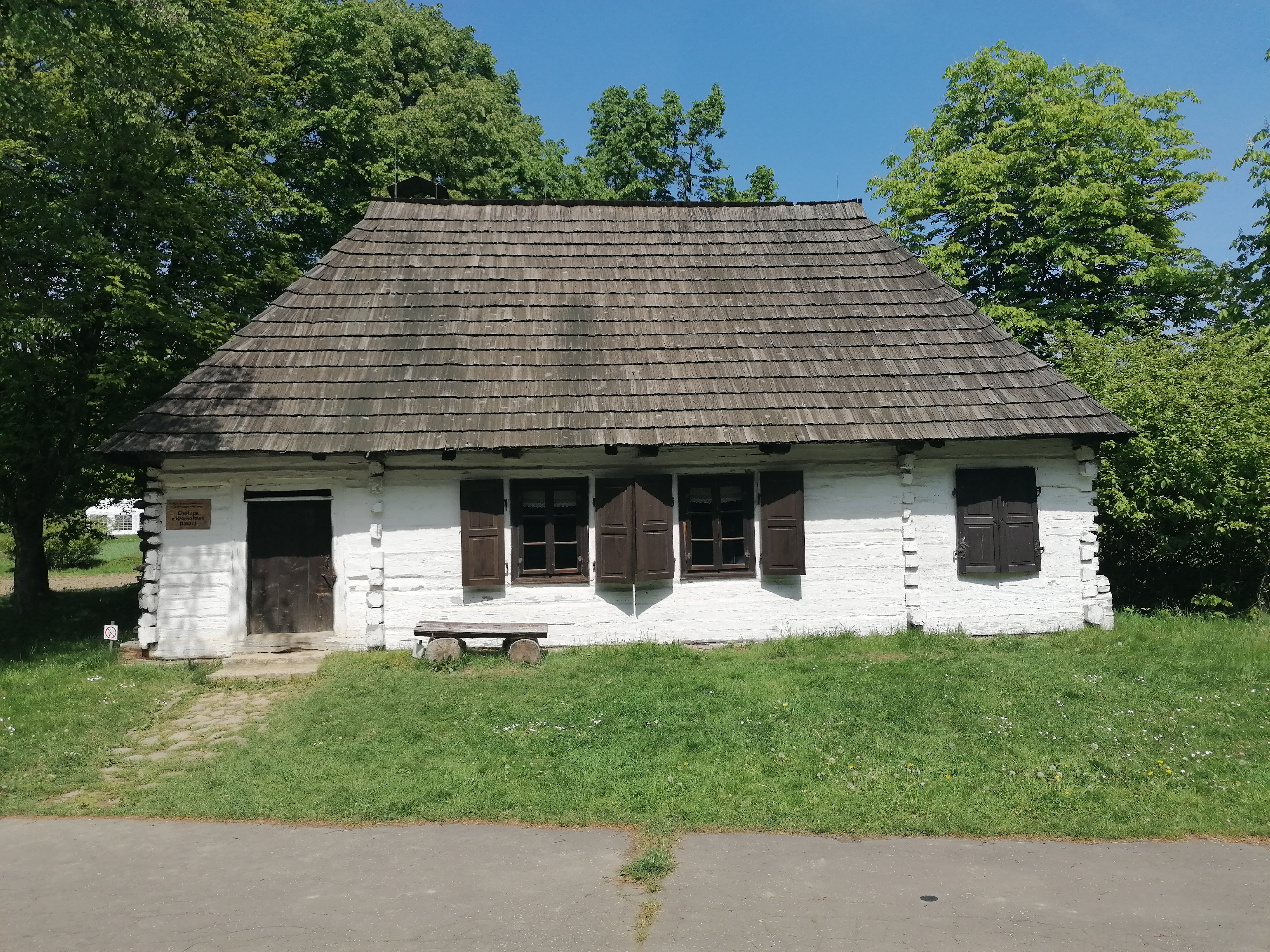
Chata z Kromołowa z 1860, Górnośląski Park Etnograficzny w Chorzowie

## Edukacja
Już od XV wieku notowano w miejscowości istnienie szkoły parafialnej. W 1422 zanotowano Piotra rektora szkoły kromołowskiej. Kolejne notatki o miejscowych nauczycielach pochodzą z lat 1513, 1529 kiedy wspomniano bakałarza Wojciecha z Bydgoszczy. Kolejny nauczyciel odnotowany został w roku 1539 .
Obecnie na terenie dzielnicy działa Szkoła Podstawowa nr 13 w Zawierciu (ul. Filaretów).

## Sport
- W Kromołowie od 1946 działa klub piłkarski LKS Źródło Kromołów, który w sezonie 2023/2024 rozgrywa swoje mecze w klasie A, grupie Sosnowiec. Największym sukcesem klubu, było zajęcie 3. miejsca w IV lidze, grupie śląskiej I w sezonie 2004/2005.